# Iwan Puluj
Iwan Pawłowycz Puluj (ukr. Іва́н Па́влович Пулю́й; niem. Johann Puluj; ur. 2 lutego 1845 w Grzymałowie, zm. 31 stycznia 1918 w Smichowie, obecnie dzielnica Pragi) – ukraiński i austro-węgierski fizyk wynalazca, tłumacz i patriota, który był pionierem stosowania promieni X do obrazowania w medycynie. Do końca XX wieku jego wkład na tym polu nie był szerzej uznany.

## Życiorys

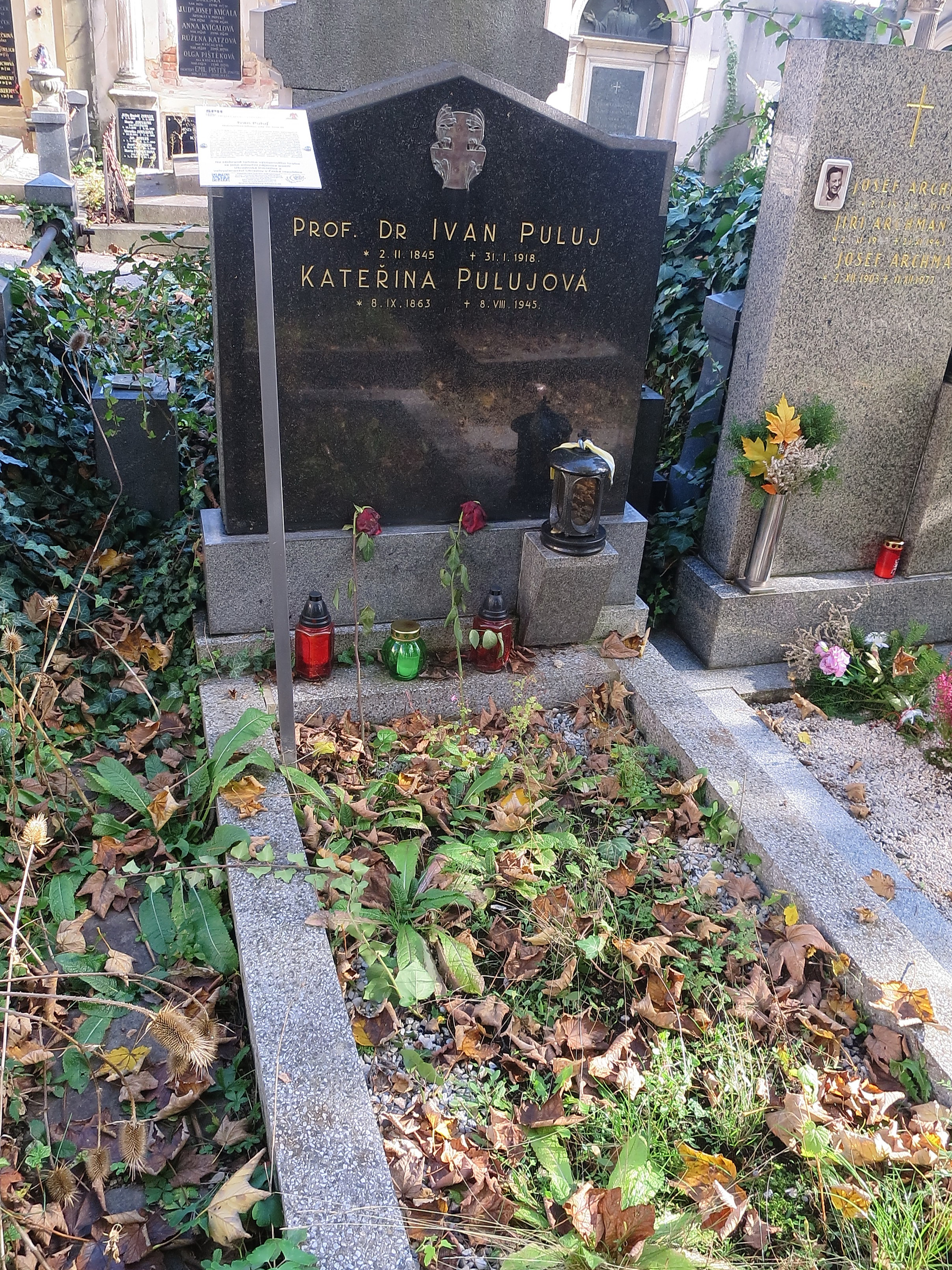
Grób Iwana Puluja i jego żony na cmentarzu Malvazinky

Był synem Pawła i Ksenii z domu Bursztyńskiej. W 1864 roku ukończył z wyróżnieniem c.-k. gimnazjum z wykładowym językiem niemieckim w Tarnopolu.
W 1869 roku ukończył z wyróżnieniem studia na Wydziale Teologii Uniwersytetu Wiedeńskiego, a w roku 1872 także na Wydziale Filozofii. W 1876 roku uzyskał stopień naukowy doktora, broniąc pracy na temat tarcia wewnętrznego w gazach na Uniwersytecie w Strasburgu (promotor August Kundt). Wykładał w Akademii Marynarki Wojennej w Fiume (obecnie Rijeka w Chorwacji) (1874–1876), na Uniwersytecie Wiedeńskim (1874–1884) oraz w Cesarsko-Królewskim Niemieckim Technicznym Uniwersytecie (niem. Kaiserlich-Königlich Deutsche Technische Hochschule) w Pradze (1884–1916). W roku akademickim 1898/1899 był rektorem, a od 1902 pełnił funkcję dziekana Wydziału Elektrycznego tej uczelni. Pracował również jako doradca do spraw inżynierii elektrycznej dla lokalnych władz Czech i Moraw.
Brał udział w dokonaniu pierwszego przekładu Biblii na język ukraiński opublikowanego w roku 1903, znanego jako Biblia Kulisza.
Został pochowany na cmentarzu Malvazinky.

## Życie prywatne
4 października 1884 ożenił się w Wiedniu z Katarzyną z domu Stožicky (1863–1945). Mieli sześcioro dzieci: Natalię (żonę Wasyla Barwinskiego), Olgę, Marię Ksenię Margaretę (zm. w 1974 w Wiedniu), Aleksandra Hansa (1901–1984), Pawła (zm. 1986) i Georga (1906–1987).

## Działalność naukowa
Prowadził badania promieni katodowych, czego wynikiem było opublikowanie kilku prac na ten temat w latach 1880 i 1882. W wyniku eksperymentów z tym, co sam nazwał zimnym światłem, opracował „lampę Puluja”, będącą później przez jakiś czas w masowej produkcji. Urządzenie to było typem prymitywnej lampy rentgenowskiej, jednak aż do czasu gdy Wilhelm Röntgen odkrył promienie X i opublikował wyniki swoich eksperymentów, Puluj nie zdawał sobie do końca sprawy z możliwości swego urządzenia. Był jednak jednym z pierwszych, którzy wykorzystywali promieniowanie rentgenowskie i jako pierwszy zastosował je w diagnostyce medycznej.
Wyniki swoich badań opublikował w pracy pt. Strahlende Elektrodenmaterie und der sogenannte vierte Aggregatzustand w Verlag der Österreichischen Akademie der Wissenschaften (1880–1883), ale przedstawił swoje pomysły w niejasny sposób, korzystając z przestarzałej terminologii. Zyskał uznanie, dopiero gdy praca została przetłumaczona i opublikowana w formie książkowej przez Royal Society w Wielkiej Brytanii.

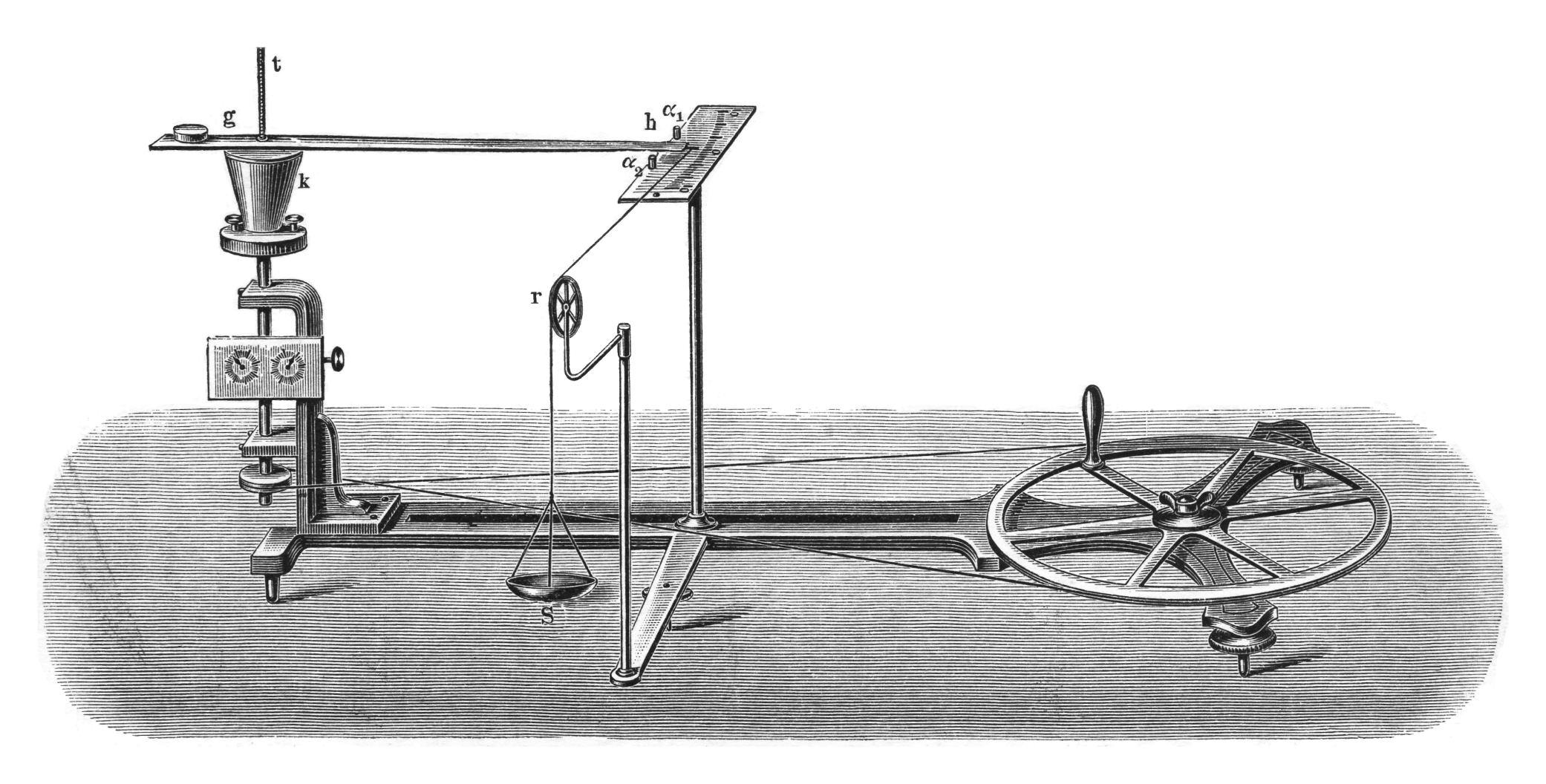
Urządzenie Puluja służące do określenia mechanicznego równoważnika ciepła.

Dokonał również wielu innych odkryć. Należy do nich skonstruowanie urządzenia do określania mechanicznego równoważnika ciepła, które było prezentowane na Wystawie Światowej w Paryżu w 1878 roku. Miał też wkład w uruchomienie kilku elektrowni w Austro-Węgrzech.
Opublikował kilkadziesiąt artykułów i broszur, jest autorem ponad 50 prac naukowych, w tym z zakresu astronomii.

### Publikacje
- Strahlende Elektrodenmaterie // Wiener Berichte I. – 1880–81. – pp. 864–923; II. – 1881–83. – pp. 402–420; III. 1881–83. – pp. 693–708; IV. – 1882–85. – pp. 871–881.
- Strahlende Elektrodenmaterie und der sogenannte vierte Aggregatzustand – Wien: Verlag Carl Gerold Sohn, 1883.
- Radiant Elektrode Matter and the so Called Fourth State. – London: Physical Memoirs, 1889. – Vol. l, Pt.2. – pp. 233–331.
- Über die Entstehung der Röntgenstrahlen und ihre photographische Wirkung // Wiener Berichte II Abt. 1896–105. – pp. 228–238.

## Wkład w kulturę ukraińską
Znany również z wkładu w propagowanie kultury ukraińskiej. Aktywnie wspierał ideę otwarcia ukraińskiego uniwersytetu we Lwowie. Opublikował około 30 artykułów dotyczących kwestii obrony praw narodu ukraińskiego, swobód politycznych, propagowania ukraińskiego języka, kultury i organizacji edukacji. Przetłumaczył z języków oryginalnych na język ukraiński Ewangelie (w 1871 roku), a wspólnie z Pantełejmonem Kuliszem cały Nowy Testament (w 1880). To tłumaczenie oraz dokonany wraz z Iwanem Neczuj-Łewyckim przekład Starego Testamentu weszły w skład Biblii opublikowanej przez Brytyjskie i Zagraniczne Towarzystwo Biblijne w roku 1903.
Będąc wykładowcą organizował zajęcia dla ukraińskich studentów na terenie Austro-Węgier; stworzył też fundusz pomocy dla biednych ukraińskich studentów, którzy studiowali za granicą.

## Upamiętnienie

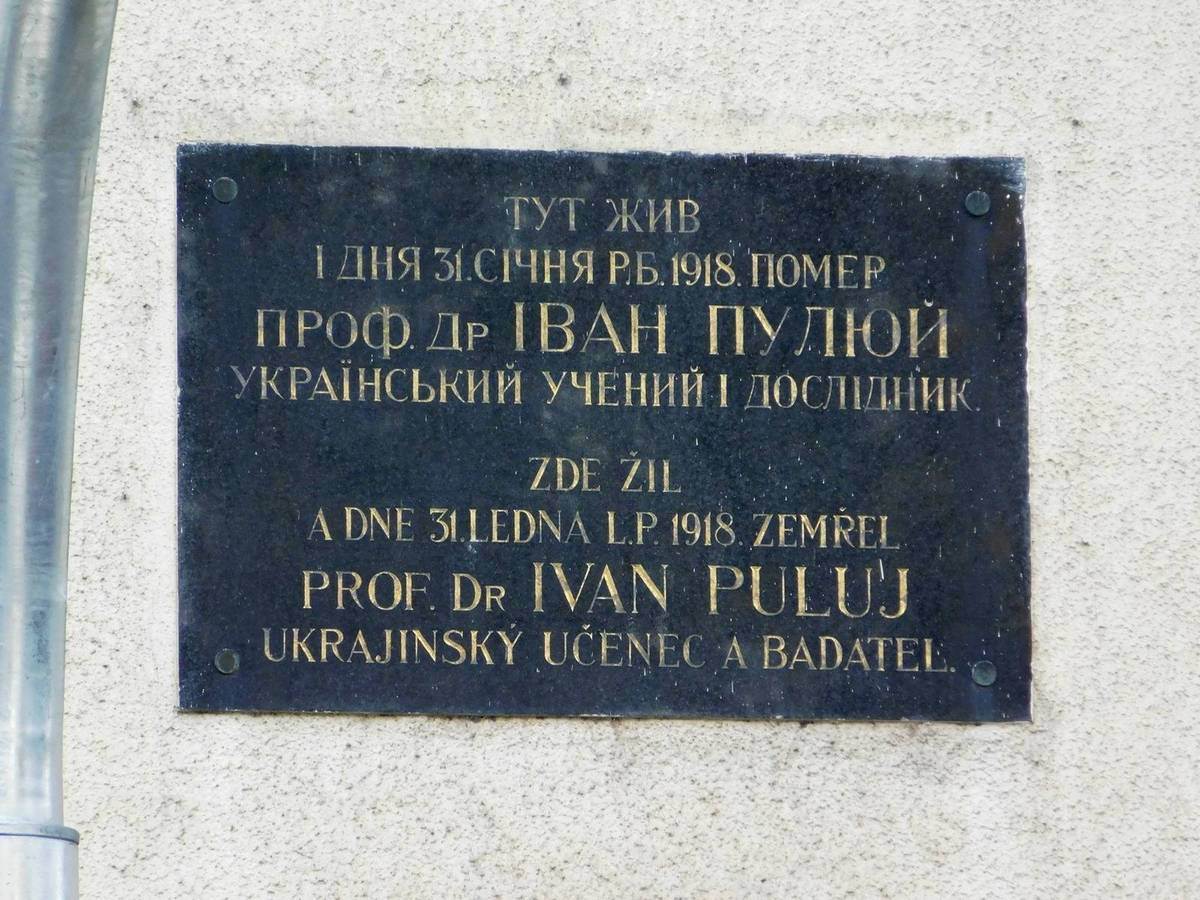
Tablica pamiątkowa na domu przy ulicy Preslovej 15 w dzielnicy Smíchov w Pradze, gdzie mieszkał i zmarł Iwan Puluj

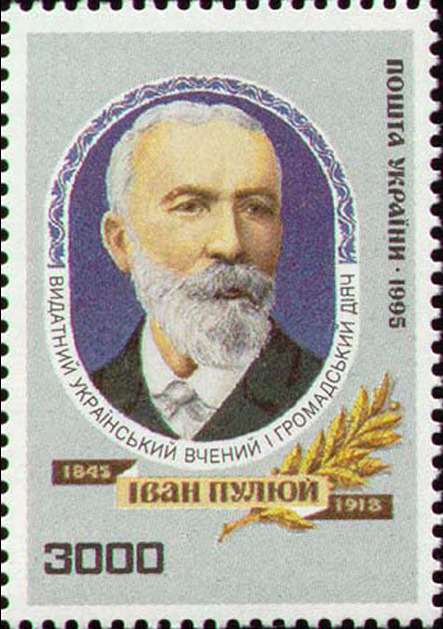
Ukraiński znaczek pocztowy wydany z okazji 150. rocznicy urodzin Puluja, w 1995 roku.

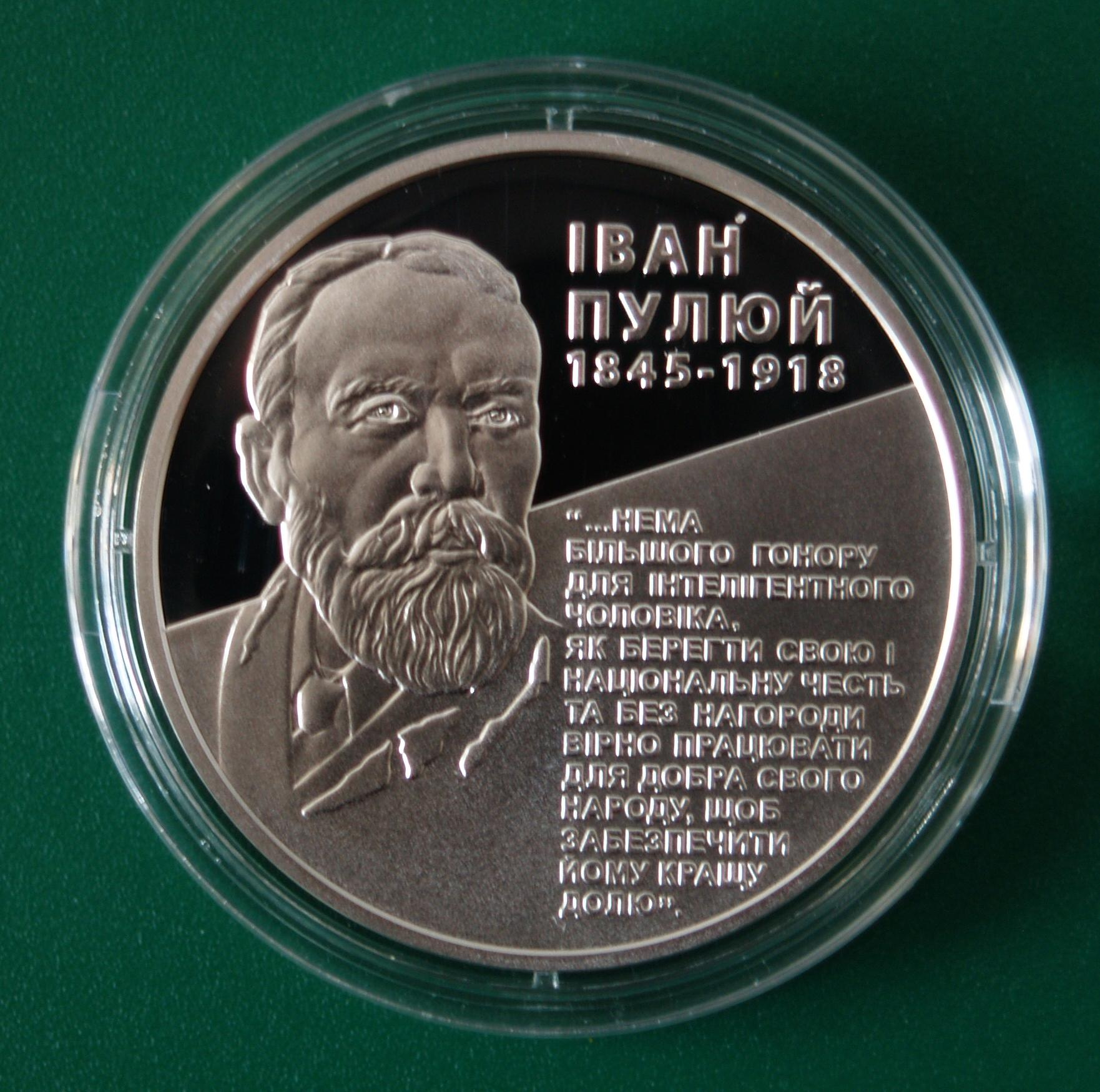
Awers monety o nominale 5 hrywien wydanej przez Narodowy Bank Ukrainy z okazji 165. rocznicy urodzin Iwana Puluja.

- Jego imię nosi ukraiński Tarnopolski Narodowy Uniwersytet Techniczny[16].
- 2 lutego 1995 roku z okazji 150. rocznicy urodzin Puluja został wydany znaczek pocztowy[17].
- W 2010 roku z okazji 165. rocznicy urodzin otwarto Muzeum Iwana Puluja[18], a Narodowy Bank Ukrainy wypuścił monetę o nominale 5 hrywien z wizerunkiem naukowca.
- Ulice w Kijowie[19], Lwowie i innych ukraińskich miastach noszą imię Iwana Puluja.